# Курвоши
Курвоши (Курваши, погост Курвуш) — бывшее село в Вытегорском районе Вологодской области. Село находилось в 5 километрах от деревни Карданга, в 12 км от Ошты, которая находится на автодороге Вытегра — Санкт-Петербург недалеко от Онежского озера в 164 км от Петрозаводска. В километре от села протекала река Ошта.

## История
В годы Великой Отечественной войны село не было оккупировано финскими войсками. Они находились в 2-3 км от деревни. Регулярных войск ни с какой стороны не было.
Отряд финнов вошёл в Курвоши. Было сожжено большинство домов, в том числе школа, нанесён большой урон, фактически уничтожен ряд деревень.
На территории Курвошского поселения насчитывалось 4 или 5 колхозов: Ивки, Климшина, Мыза и др.